# Выборы мэра Москвы (1996)
Выборы мэра Москвы 1996 года проводились 16 июня одновременно с выборами президента России. В результате убедительную победу одержал Юрий Лужков.

## Предыстория
После добровольной отставки Гавриила Попова 6 июня 1992 мэром Москвы был назначен избранный с ним в паре вице-мэр Юрий Лужков. Попытки Моссовета объявить досрочные выборы отменялись через суд. Закон о выборах мэра Москвы взамен Временного положения 1991 года был принят Мосгордумой 27 сентября 1995 года. По нему новый срок полномочий градоначальника сокращался до 4 лет. В соответствии со специальным указом президента датой проведения выборов объявлялось 16 июня 1996 года.

## Кандидаты
Победа Юрия Лужкова на этих выборах мало у кого вызывала сомнения. Помимо огромной популярности мэра среди москвичей сказалась и слабость других кандидатов. 
Давний оппонент мэрии (даже объявлявшийся в ходе октябрьских событий 1993 года «исполняющим обязанности главы администрации г. Москвы») Александр Краснов, как и ещё один левый кандидат Ольга Сергеева, поддержки от КПРФ не получили. 
Участие же Валерия Шанцева в качестве кандидата на должность вице-мэра в паре с Лужковым позволило последнему привлечь на свою сторону значительную часть коммунистического электората. 
Владимир Филоненко (генеральный директор АО "Роштер") был выдвинут для подстраховки, на случай снятия остальными претендентами своих кандидатур. Подписи за Филоненко собирала команда Лужкова.

## Результаты
| Место                      | Кандидаты                  | Кандидаты                  | Голоса, % |
| Место                      | В мэры                     | В вице-мэры                | Голоса, % |
| -------------------------- | -------------------------- | -------------------------- | --------- |
| 1.                         | Ю. М. Лужков               | В. П. Шанцев               | 88,49     |
| 2.                         | О. О. Сергеева             | С. Н. Терехов              | 4,94      |
| 3.                         | А. В. Краснов              | Н. М. Москвичев            | 3,31      |
| 4.                         | В. И. Филоненко            | А. М. Чумаков              | 0,26      |
| Против всех                | Против всех                | Против всех                | 1,72      |
| Недействительные бюллетени | Недействительные бюллетени | Недействительные бюллетени | 1,28      |

Доля избирателей, принявших участие в выборах: 63,49 %.

Общая численность избирателей: 7 014 492 чел.
Так как выборы мэра проходили в Москве вместе с выборами президента, и большое количество избирателей откреплялось в другие регионы, общая численность избирателей в протоколах двух голосований отличается. Во втором случае она составляла 6 827 753 чел.